# Molophilus ductilis
Molophilus ductilis är en tvåvingeart som beskrevs av Alexander 1938. Molophilus ductilis ingår i släktet Molophilus och familjen småharkrankar. Inga underarter finns listade i Catalogue of Life.